# Morgan (caballo)

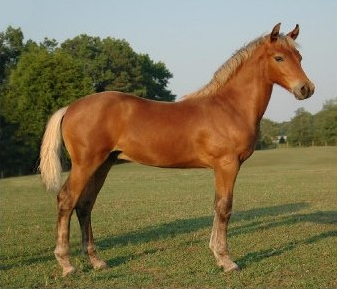
Joven caballo Morgan con el color típico de la raza.

Morgan es una de las primeras razas de caballo desarrolladas en Estados Unidos. La raza ha influido en muchas otras razas americanas, incluyendo el Quarter horse, Tennessee Walking Horse y Standardbred Horse. Fueron utilizados como caballos de la caballería durante la guerra civil estadounidense en ambos lados del conflicto. Durante los siglos XIX y XX se exportó a muchos países, incluyendo Inglaterra, en el que influyó en el mejoramiento de la Hackney. En 1907 el Departamento de Agricultura de EE. UU. estableció la Granja de EE. UU. del caballo Morgan en Middlebury, Vermont, con el fin de perpetuar y mejorar la raza Morgan; la finca fue trasladada más tarde a la Universidad de Vermont. El primer registro de la raza se inició en 1909, y desde entonces muchas organizaciones de Estados Unidos, Europa y Oceanía la han desarrollado. Se estima que hay más de 175.000 caballos Morgan en todo el mundo desde 2005.

## Características
Morgan es una raza equina compacta, refinada, por lo general de color negro o castaño, a pesar de que pueden tener muchos colores, incluyendo diversas variedades de pinto. Se utilizan en muchas disciplinas y son conocidos por su versatilidad. La raza Morgan es la típica de los estados de Vermont y Massachusetts. Populares autores para niños, incluyendo Marguerite Henry y Ellen Feld, han retratado a la raza Morgan en sus libros, como en Henry Justin Morgan tenía un caballo, y se hizo más tarde una película Disney.

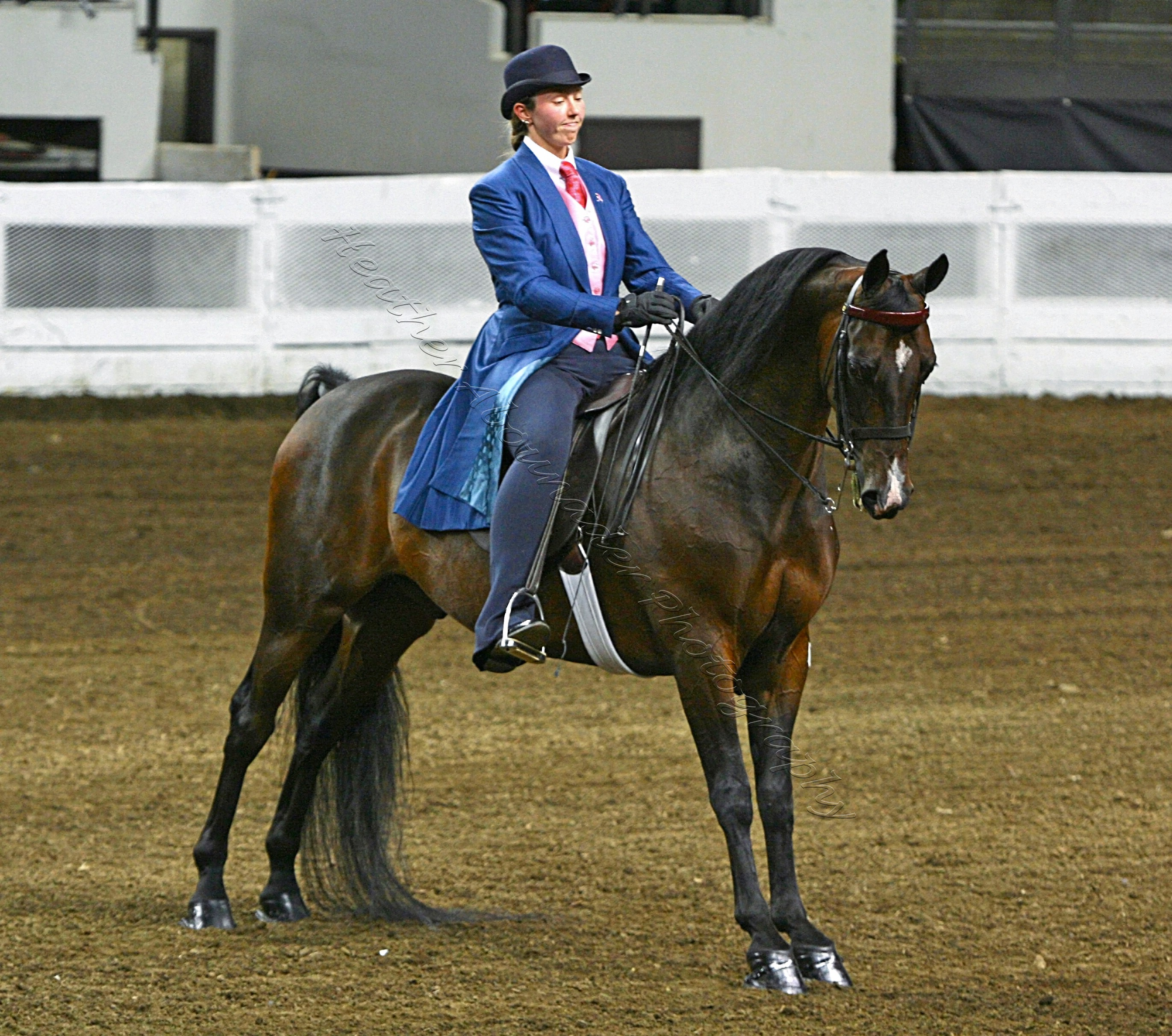
Un Morgan en competición de caballos

Existe oficialmente un estándar de raza para el tipo Morgan, independientemente de la disciplina o la línea de sangre del caballo individual.  De complexión compacta y refinada, el Morgan tiene unas patas fuertes, una cabeza expresiva con un perfil recto o ligeramente convexo y una frente amplia; ojos grandes y prominentes; una cruz bien definida, hombros echados hacia atrás y un cuello erguido y bien arqueado. Su lomo es corto, y los cuartos traseros están fuertemente musculados, con una grupa larga y bien musculada.  La cola está unida en alto y se lleva con gracia y recta. Los Morgan parecen ser un caballo fuerte y poderoso, y la raza es bien conocida como fácil de mantener. El estándar de la raza para la altura oscila entre 14,1 a 15,2, con algunos individuos por encima y por debajo.
Los andares, particularmente el trote son "animados, elásticos, cuadrados y recogidos", con las patas delanteras y traseras equilibradas. Unos pocos Morgans son amblados, lo que significa que pueden realizar un paso de velocidad intermedia distinto del trote como el rack, fox trot, o paso. La Federación Ecuestre de los Estados Unidos afirma que "un Morgan se distingue por su resistencia y vigor, su personalidad y afán y su fuerte forma natural de moverse" La raza tiene fama de ser inteligente, valiente y de tener una buena disposición. Los Morgan registrados vienen en una variedad de colores aunque lo más común es que sean bayo, negro, y castaño. Los colores menos comunes incluyen el gris, el roano, el dun, el silver dapple, y el diluciones de crema como el palomino, el buckskin, el cremello y el perlino. Además, también se reconocen tres patrones de pinto: sabino, marco overo, y blanco salpicado. El patrón tobiano no se ha observado en los Morgan.
Se ha identificado una enfermedad genética dentro de la raza Morgan. Se trata de la miopatía por almacenamiento de polisacáridos de tipo 1, una enfermedad muscular autosómica dominante que se encuentra principalmente en las razas de caballo de tiro y que está causada por una mutación sin sentido en el gen de la GYS1.  Los Morgan son una de las más de una docena de razas que tienen el alelo para la condición, aunque su prevalencia en los Morgan parece ser bastante baja en comparación con las razas de ganado y de tiro. En un estudio, menos del uno por ciento de los Morgans analizados al azar eran portadores del alelo para esta enfermedad, uno de los porcentajes más bajos entre las razas de ese estudio.
Dos genes de color del pelaje encontrados en los Morgan también se han relacionado con trastornos genéticos. Uno es el síndrome genético  ocular que presenta anomalías oculares congénitas múltiples (MCOA), originalmente llamado disgenesia del segmento anterior (ASD) equino. El MCOA se caracteriza por el desarrollo anormal de algunos tejidos oculares, lo que provoca una visión comprometida, aunque generalmente de forma leve; la enfermedad no es progresiva. Los estudios genéticos han demostrado que está estrechamente ligada al gen silver dapple. Un pequeño número de Morgans portan el alelo silver dapple, que causa quistes pero no problemas de visión aparentes si es heterocigoto, pero cuando es homocigoto puede causar problemas de visión. También existe la posibilidad del síndrome blanco letal, una enfermedad mortal que se observa en los potros que son homocigotos para el gen frame overo. En la actualidad, hay una línea de yeguas en la raza Morgan que ha producido individuos sanos heterocigotos sobre un overo. La Asociación Americana de Caballos Morgan aboga por la realización de pruebas genéticas para identificar a los portadores de esta genética, y aconseja a los propietarios que eviten cruzar caballos que sean heterocigotos para frame overo entre sí.

## Historia de la raza

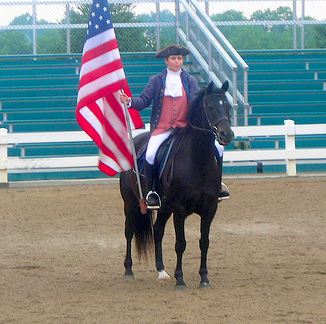
Un caballo Morgan con jinete en traje colonial en el Kentucky Horse Park. Traje que pretende parecerse a Justin Morgan y a la figura

.

### Justin Morgan
Todos los Morgan se remontan a un único padre fundador, un semental llamado Figure, que nació en West Springfield, Massachusetts, en 1789. En 1792, fue entregado a un hombre llamado Justin Morgan como pago de una deuda. Más tarde, el caballo pasó a identificarse con el nombre de este propietario en particular, y "el caballo Justin Morgan" evolucionó hasta convertirse en el nombre de la raza. Sin embargo, el caballo puede haber nacido en realidad a 7 millas de la frontera canadiense en Vermont, donde Justin Morgan lo encontró. Se cree que la figura medía alrededor de manos 14, y que pesaba alrededor de 1000 libras (453,6 kg). Era conocido por su prepotencia, transmitiendo su aspecto distintivo, conformación, temperamento y atletismo. Se desconoce su pedigree exacto, aunque se han hecho grandes esfuerzos para descubrir su filiación. Un historiador señala que los escritos sobre la posibilidad de que su padre fuera un Pura Sangre llamado Beautiful Bay "llenarían 41 novelas de detectives y una solicitud de afiliación al Club de los Mentirosos"." En 1821, Figure fue pateado por otro caballo y más tarde murió a causa de sus heridas. Fue enterrado en Tunbridge, Vermont.
Aunque Figure se utilizó ampliamente como semental de cría, sólo se conocen registros de seis de sus hijos, tres de los cuales se convirtieron en notables como sangre de fundación para la raza Morgan.  Woodbury, un castaño, tenía una altura de manos 14,3 y fue durante muchos años semental en Nueva Inglaterra. Bulrush, un alazán oscuro del mismo tamaño que Figure, era conocido por su resistencia y velocidad en las arneses. Más conocido fue Sherman, otro semental castaño, ligeramente más bajo que Figure, que a su vez fue el padre y el abuelo de Black Hawk y Ethan Allen.  Black Hawk, nacido en 1833, se convirtió en el semental fundador de las razas Standardbred, American Saddlebred y Tennessee Walking Horse, y fue conocido por su récord de imbatibilidad en las carreras de arneses. Ethan Allen, engendrado por Black Hawk en 1849, es otro semental importante en la historia de la raza Morgan, y era conocido por su velocidad en las carreras de trote.

### Desarrollo de la raza
En el siglo XIX, los Morgan fueron reconocidos por sus capacidades utilitarias. Se utilizaban mucho en las carreras de arneses, así como para tirar de los carruajes, debido a la velocidad y resistencia de la raza en los arneses. También se utilizaban como caballo de rebaño y para la equitación en general, así como para trabajos ligeros de conducción. Los mineros de la Fiebre del Oro de California (1848-1855) utilizaron la raza, al igual que el ejército durante y después de la Guerra Civil Americana, tanto para caballos de monta como de tiro.
El semental trotador Morgan Shepherd F. Knapp fue exportado a Inglaterra en la década de 1860, donde su capacidad de trote influyó en la cría de caballos Hackney. Durante este periodo, numerosas yeguas Morgan pueden haber sido llevadas al oeste e integradas en las manadas de caballos tejanas, lo que influyó en el desarrollo de la raza American Quarter Horse. El caballo Morgan también fue un ancestro del Missouri Fox Trotter. Sin embargo, en la década de 1870, se pusieron de moda los caballos de patas más largas, y los caballos Morgan se cruzaron con los de otras razas. Esto provocó la práctica desaparición del Morgan de estilo original, aunque quedaron algunos en zonas aisladas.
Daniel Chipman Linsley, nativo de Middlebury, Vermont, compiló un libro de sementales Morgan, publicado en 1857. El Coronel Joseph Battell, también nativo de Middlebury, Vermont, publicó el primer volumen del Registro de Caballos Morgan en 1894, marcando el comienzo de un registro formal de la raza. En 1907, el Departamento de Agricultura de EE. UU. estableció la granja de caballos Morgan de EE. UU. en Weybridge, Vermont en un terreno donado por Battell con el propósito de perpetuar y mejorar la raza Morgan. El programa de cría tenía como objetivo producir caballos sanos, robustos, con buenos modales y capaces de rendir bien tanto con silla como con arnés. En 1951, la Granja de Caballos Morgan fue transferida del USDA al Colegio Agrícola de Vermont (ahora la Universidad de Vermont).

### Uso militar
Los Morgan fueron utilizados como monturas de caballería por ambos bandos en la Guerra Civil Americana. Los caballos con raíces Morgan incluyeron a Sheridan's Winchester, también conocido como Rienzi, (descendiente de Black Hawk). El "Little Sorrel" de Stonewall Jackson ha sido descrito alternativamente como un Morgan o un American Saddlebred, una raza muy influenciada por el Morgan. Aunque los entusiastas del Morgan han afirmado que el caballo Comanche, el único superviviente del Regimiento de Custer tras la Batalla de Little Big Horn, era un Morgan o una mezcla de Mustang/Morgan, los registros del Ejército de EE. S. Army y otras fuentes tempranas no apoyan esto. La mayoría de los relatos afirman que Comanche era de "linaje Mustang" o una mezcla de sangre "americana" y "española". El Museo de Historia Natural de la Universidad de Kansas, que tiene el cuerpo disecado de Comanche en exposición, no hace ninguna declaración sobre su raza. Todas las fuentes coinciden en que Comanche es originario de la zona de Oklahoma o Texas, lo que hace más probable su origen Mustang.

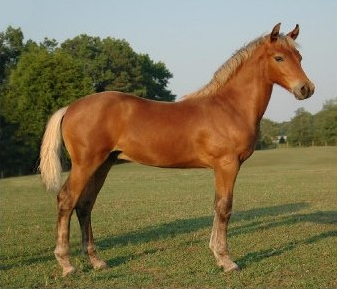
Un Morgan joven mostrando el tipo de raza típico.

### Familias
Existen cuatro grupos principales de líneas de sangre dentro de la raza Morgan en la actualidad, conocidos como las "familias" Brunk, Government, Lippitt y Western Working. También hay subfamilias más pequeñas. La familia Brunk, que destaca especialmente por su solidez y atletismo, tiene su origen en el programa de cría de Illinois de Joseph Brunk. La familia Lippitt o "Lippitts" se remonta al programa de cría de Robert Lippitt Knight, nieto del industrial Robert Knight y tataranieto materno del oficial de la Guerra de la Independencia Christopher Lippitt, fundador del Lippitt Mill. Robert Lippitt Knight se centró en la preservación de la cría de caballos descendientes de Ethan Allen II y esta línea se considera la más "pura" de las cuatro líneas, con la mayor cantidad de líneas que se remontan a Figure y sin cruces con otras razas en los siglos XX o XXI. La familia gubernamental es la más grande, y se remonta a los Morgans criados por la US Morgan Horse Farm entre 1905 y 1951. El padre fundador de esta línea fue General Gates. Cuando la participación del USDA terminó, la Universidad de Vermont compró no sólo la granja, sino gran parte de su ganado de cría y continúa con el programa en la actualidad.  La familia Working Western, abreviada 2WF, no tiene un criador o antepasado común, pero los caballos se crían para ser caballos de carga y para trabajar el ganado, algunos descienden de sementales de la granja del Gobierno enviados al oeste.